# U-23-Fußball-Ozeanienmeisterschaft
Die U-23-Fußball-Ozeanienmeisterschaft (offiziell: OFC Men’s Olympic Qualifying Tournament) ist ein seit der Ausgabe im Jahr 2004 alle vier Jahre ausgetragenes Fußball-Turnier, welches einzig dazu dient einen Vertreter im Verbandsbereich der OFC als Teilnehmer bei der auf die Austragung folgende Ausgabe der Olympischen Sommerspiele zu bestimmen. Für die Spiele 2016 wurde die Qualifikation im Rahmen der Pazifikspiele 2015 ausgetragen.

## Teilnehmer
In der ersten Ausgabe nahmen noch die A-Nationalmannschaften der Verbände teil, zudem waren auch die Mannschaften von Israel und Taiwan als Gäste an der Qualifikation beteiligt. Bei der zweiten Ausgabe nahmen dann nur noch vier Mannschaften teil. In den darauf folgenden Turnieren pendelte sich die Teilnehmerzahl dann in der Regel aber auf acht Mannschaften ein.
Danach wurde das Turnier nur noch auf die U-23-Mannschaften der teilnehmenden Nationen beschränkt. Teilnahmen darf jeder Verband in der OFC, welche gleichfalls auch Mitglieder des IOC sowie der FIFA ist.

## Gewinner
Von der ersten Austragung des Turniers im Jahr 1988 bis zum Wechsel in die AFC gewann fast immer die Mannschaft von Australien das Turnier, auch nachdem es nur noch mit seiner U23-Mannschaft antrat. Diese Serie wurde nur von dem Turniersieg von Neuseeland im Jahr 1999 unterbrochen. Diese übernahmen dann auch die fast ununterbrochene Serie von Australien. Seitdem konnte sich bislang nur Fidschi bei dem Fußball-Turnier der Pazifikspiele 2015 nebst dem einen Turniersieg sichern.

## Ausrichter
In verschiedener Kombination trugen Australien und Neuseeland das Turnier bislang am häufigsten aus. Dabei war Australien mit Neuseeland zusammen jeweils zweimal Gastgeber und war es alleine einmal. Daneben trug Neuseeland das Turnier noch zwei weitere Male alleine aus. Auch Fidschi kommt bislang auf drei ausgerichtete Turniere.

## Modus
Die ersten drei Austragungen fanden als Jeder-gegen-jeden-Turnier statt, bei dem alle Mannschaften Teil einer Tabelle waren und jeweils zwei Mal gegeneinander spielten. Ab der Austragung 1999 wurden alle Mannschaften auf zwei Gruppen aufgeteilt und die besten zwei Mannschaften daraus spielen dann in einem Play-off den Gewinner aus.

## Austragungen
| Jahr         | Gastgeber       | 1. Platz   | 2. Platz   | 3. Platz        |
| ------------ | --------------- | ---------- | ---------- | --------------- |
| 1988 Details | &               | Australien | Israel     | Neuseeland      |
| 1991 Details | Fidschi         | Australien | Neuseeland | Fidschi         |
| 1996 Details | Australien      | Australien | Neuseeland | Fidschi         |
| 1999 Details | Neuseeland      | Neuseeland | Salomonen  | Fidschi         |
| 2004 Details | &               | Australien | Neuseeland | Vanuatu         |
| 2008 Details | Fidschi         | Neuseeland | Salomonen  | Fidschi         |
| 2012 Details | Neuseeland      | Neuseeland | Fidschi    | Vanuatu         |
| 2015 Details | Papua-Neuguinea | Fidschi    | Vanuatu    | Papua-Neuguinea |
| 2019 Details | Fidschi         | Neuseeland | Salomonen  | Vanuatu         |